# Mixta intestinalis
Espèce
Synonymes
- Pantoea intestinalis (Prakash & al. 2015) Palmer & al. 2018

Mixta intestinalis est une espèce d’entérobactéries gram-négatives du genre Mixta, isolée d'un échantillon fécal d'un être humain en bonne santé.

## Taxonomie

### Étymologie
La souche type de l'espèce, 29Y89B, a été isolée dans les selles présentes dans les intestins humains d'où le nom initial donné de Pantoea intestinalis. L'étymologie de l'épithète de cette espèce est la suivante : in.tes.ti.na’lis. N.L. masc./fem. adj. intestinalis, appartenant aux intestins, où la souche type a été isolée.

### Considérations taxonomiques
Initialement, ces bactéries ont été décrites comme un groupe distinct au sein des Pantoea sur la base des séquences des gènes ARNr 16S, etpD, gyrB, infB et rpoB et donc publiées et validées comme une nouvelle espèce de ce genre. En 2018, elles ont été classées dans un nouveau genre, les Mixta en regroupant dans ce nouveau genre plusieurs espèces appartenant aux Pantoea,.

## Caractères microbiologiques
Les bactéries de l'espèce Mixta intestinalis sont des bacilles de 1,2 µm sur 0,6 µm. Elles sont non sporulantes et motiles. Ces bactéries à gram négatif sont Catalase positives / Nitrite réductase positives. La croissance sur gélose tryptone-soja est possible entre 15 et 45°C et entre pH 4 et pH 9 avec une température optimale de 35°C et de pH optimal de 7.0. La taille des colonies de couleur jaune crème est d'environ 2 mm,.
Les M. intestinalis ne sont pas capables de croître sur trisodium citrate.

## Pathogénicité
Une éventuelle pathogénicité des bactéries de l'espèce Mixta intestinalis n'est pour l'heure pas documentée. Elle sont classées dans le groupe de risque 1 (le plus faible).